# Kuehne + Nagel
Kuehne + Nagel International AG is een wereldwijd opererende logistieke dienstverlener. Kuehne + Nagel biedt alle transportmodaliteiten van internationale verscheping – over zee, door de lucht en over land (weg en spoor) - en beheert wereldwijd meer dan 10 miljoen vierkante meter aan opslagruimte.
De bruto-omzet van Kuehne + Nagel bedroeg in 2023 ruim 26 miljard Zwitserse frank, met het zwaartepunt in Europa. Het aandeel van Noord- en Zuid-Amerika is zo'n 30% en het omzetaandeel van Azië in de totale omzet is bijna 15%. De onderneming heeft haar hoofdkantoor in Schindellegi (Feusisberg), Zwitserland. Het bedrijf is beursgenoteerd op de SIX Swiss Exchange.

## Geschiedenis
Kuehne + Nagel is in 1890 opgericht in Bremen (Duitsland) door August Kühne en Friedrich Nagel. Oorspronkelijk was het bedrijf een zeevrachtexpediteur, die de eerste zes decennia uitsluitend vanuit de Duitse zeehavens Bremen en Hamburg opereerde.
Alfred Kühne luidde begin 1950 de internationalisering in. De eerste buitenlandse vestiging werd in Canada opgericht. Daarna volgde de Benelux en het Midden-Oosten.
Klaus-Michael Kühne (*2 juni 1937) zette de internationalisering verder door. Tegenwoordig bestaat de Kuehne + Nagel groep uit een netwerk van 1400 vestigingen. In meer dan 100 landen worden nu diensten verleend door bijna 80.000 medewerkers. Het moederbedrijf is sinds 1975 verhuisd naar Schindellegi, Zwitserland.
In februari 2021 werd de overname bekend gemaakt van de Aziatische freight forwarder Apex International Corporation. Het is de grootste overname in de geschiedenis van het bedrijf. Apex is in 2001 opgericht in de Volksrepubliek China en heeft een netwerk in Azië. Het bedrijf telt 1600 medewerkers en behaalde een jaaromzet van 2,1 miljard Zwitserse frank.

## Kuehne + Nagel in België
In België heeft Kuehne + Nagel vestigingen in de haven van Antwerpen, op Brucargo, en in Geel, Luik en Kampenhout. 
De opslagplaatsen in Tessenderlo, bevatten sinds 2024 onder andere het grootse distributiecentrum van Lego.

## Kuehne + Nagel in Nederland
In 1955 opende Kuehne + Nagel in Nederland haar eerste kantoor in Rotterdam. De focus lag toen vooral op zeevracht. Kort na de opening kwamen daar andere transportmodaliteiten en diensten bij zoals lucht- en landvracht, en opslag en distributie ofwel contract logistiek. Ook verleent het bedrijf hierbij douane-dienstverlening.
Op dit moment is de Nederlandse Kuehne + Nagel organisatie actief op meer dan 20 locaties in het land met in totaal ruim 3.500 medewerkers. Kuehne + Nagel Nederland telt 13 distributiecentra en beheert hiermee zo’n 411.000 m² oppervlakte aan opslagruimte.
Kuehne + Nagel Nederland valt onder de regio West-Europa, waarvan het hoofdkantoor in Amsterdam zit. Het Nederlandse hoofdkantoor is echter gevestigd in Rotterdam, en vanuit hier worden alle Nederlandse activiteiten gecoördineerd. Ook heeft Kuehne + Nagel in Utrecht een Innovation & Development Center, waar de laatste technologieën ontwikkeld en getest worden op het gebied van logistiek en supply chain optimalisatie.
Kuehne + Nagel biedt onder andere de volgende diensten:
- Transport
- Opslag
- Overslag
- Magazijnbeheer
- Third-party logistics (3PL)
- Fourth-party logistics (4PL)
- Douane activiteiten
- Transportverzekeringen
- High-tech Solutions / technology solutions
- Reverse logistics (retourlogistiek)
- Beveiligd warehouse
- Logistics Logistiek

## Trivia
- De naam Kuehne + Nagel wordt in de verschillende landen op verschillende manieren gespeld. In de Duitstalige landen als Kühne + Nagel, en in de rest van de wereld als Kuehne + Nagel.

- Gemeinsame Normdatei: 2052013-X
- Historisch woordenboek van Zwitserland: 041940